# Пригородный сельсовет (Бузулукский район)
Пригородный сельсовет — муниципальное образование в Бузулукском районе Оренбургской области.
Административный центр — посёлок Искра.

## Административное устройство
В состав сельского поселения входят 1 населённых пункта:
- посёлок Искра.

## Достопримечательности
- Домашкинское водохранилище.
- Памятник участникам Великой Отечественной войны.

## Заслуженные люди
- Буцких Анна Николаевна — Герой Социалистического Труда.